# 女は男をどう変える
『女は男をどう変える』（おんなはおとこをどうかえる）は、1986年1月9日から同年3月27日まで、フジテレビ系列の「ナショナル木曜劇場」（当時）で毎週木曜日 22:00 - 22:54に放送された日本のテレビドラマ。主演は田村正和。全12話。

## あらすじ
三上和之は菓子メーカー「カナリヤ製菓」の2代目社長で、前社長で会長の松代の娘婿。しかし妻は6年前に亡くなり、松代と息子の卓也と3人暮らし。和之は松代に頭が上がらないが、専務の井原ら会社の幹部たちもみんな恐妻家揃い。一方で和之は女優の七浦ユキという愛人も居り、気ままに暮らしているようにも見えた。
しかし会社の業績が伸び悩んでいることから、会社は総合食品メーカーへの転向を検討し始めるが、そのためには30億円ほどの資金が必要だということから、銀行から多額の融資を受けようとし、和之は東和銀行の頭取の娘・浮田加代子に目を付け、結婚を画策しようと、偶然を装い近付こうとする。和之はエアロビクススタジオに居る加代子を訪ねたが、そこでインストラクターのまり江に知り合い一目惚れ。いつしかまり江に惹かれていくようになる。
40代の男が自分の娘のような年齢の18歳の女性に恋をしてしまったら。そんな恋模様を中心に展開していたライトコメディー。当時、まり江役の鳥居かほりのレオタード姿は注目を集めたという。

## キャスト
三上和之
演 - 田村正和
カナリヤ製菓2代目社長。年齢は40代（おそらく40歳）でありながら筋金入りのプレイボーイで、女優の愛人もおり女性経験が豊富である。
妻を6年前に亡くしたが、再婚する気はなく気ままに1人身の生活を楽しんでいる。かといって教養がないわけではなく英文学（ロミオとジュリエット）の知識を披露する場面もある。1人息子の卓也には愛情を持って接し、友人のような存在として信頼を置いている。
まり江〈19〉
演 - 鳥居かほり
大学1年生（英文学科）。高校生の頃はアメリカのハイスクールに通っており、英語が堪能。また、大変な美人である。
父と母を早くに亡くし、「橘一郎」という人物からの毎月の仕送りで生計を立てていたが、現在は橘氏にお金を返すべくエアロビクスの講師、犬の散歩、飲食店での給仕などのアルバイトで生活費を賄っている。
七浦ユキ
演 - かとうかずこ
女優で和之の愛人。カナリヤ製菓のポスターのモデルを務める。周囲の男性の目を引く美貌の持ち主。性に対してはオープンで、男性慣れしている。今まで和之の女性関係についてはあまり気にしていなかったが、まり江のことは気になっている。
井原
演 - 中条静夫
カナリヤ製菓専務。先代のころからカナリヤ製菓で勤務しているベテラン社員。妻と子供の3人暮らし。社長の女癖の悪さに困る一方で、会長の松代にも頭が上がらない。持病が多く、沢山の薬を服用している。
井原静代
演 - 白川由美
井原の妻。年を取ってもなおその美貌は衰えていない。嫉妬深い性格で、井原は隠し子の存在を静代に打ち明けかねている。和之に対して憧れを抱いている。
野上
演 - 角野卓造
カナリヤ製薬営業部長。子供はおらず妻と2人暮らし。几帳面な性格で、家庭では家事の大部分を担っている。彼の作る塩辛は妻やその友人に好評。ボタンを繕ってもらったことからユキのことが気になり始める。
野上の妻
演 - 高瀬春奈
家事は苦手。体型を気にしていて、エアロビクスを始めたり夕食を減らしたりするなどダイエットに勤むが、うまくいっていない。
秀子
演 - 山口美也子
和之の妻が生きている頃から三上家に勤めている住み込みの家政婦。ネガティブな性格。料理学校に通っていたことがあり、和食と中華料理の腕はいいが、フランス料理は苦手。和之のことを慕っているが、和之には気づかれていない。そのため和之と関係のある女性達のことをよく思っていない。
浮田加代子
演 - 岡本麗
東和銀行の頭取の娘。子持ちのまま、実家へ出戻って来た。娘は小学4年生。酒癖が非常に悪い。和之に首ったけであるが、本人からはその酒癖の悪さで嫌われている。また、その事実に気付かずに、和之と両思いであると勘違いしている。
桑田
演 - せんだみつお
カナリヤ製菓宣伝部長。独身で母と2人暮らし。社内の秘密が漏れた際には真っ先に疑われるなど口が軽い。宴会では独特の踊りを披露する。小料理屋「土佐」で働く光江に結婚を申し込むが、本気にされていない。
松代
演 - 鈴木光枝
カナリヤ製菓の前社長で会長。和之の亡き妻の母。和之の自宅とは住所は同じで松代は離れに住んでいる。和之の女好きには呆れており、度々苦言を呈している。前社長として事業の拡大には反対で、伝統的なチョコレート製造にこだわりを持っている。また、孫の卓也のことは非常に可愛がっている。
三上卓也〈14〉
演 - 前田晃一
和之の息子。中学2年生。父親とはとても仲が良い。
和之の女性関係については寛容であり、和之が女性と会っていることが松代や秀子に知られないよう機転をきかす場面も多くある。テニスやサッカーなどスポーツも嗜み、勉強熱心でもある。リカなどの同級生からは非常にモテる。
西尾
演 - 若松武
カナリヤ製菓秘書室長。和之らのスケジュール管理などを担う。新婚であり、若い妻への「もうすぐ帰る」という電話を欠かさない。和之を尾行した際はあっさりと撒かれてしまった。
板前
演 - 市川勇
カナリヤ製菓社員行きつけの小料理屋「土佐」の板前。
ママ
演 - 田岡美也子
小料理屋土佐のママ。
光江
演 - 西田絵里
井原リカ
演 - 細井正美
井原の娘。卓也とは同級生で好意を抱いている。流行に敏感な中学生。まり江とは異母姉妹ということになる。
その他
演 - 小椋寛子、小柴佑見子、麻野真穂、井上智昭、和田賢司 ほか

## スタッフ
- 脚本：布勢博一（全話担当）
- 演出：牛窪正弘、諏佐正明、阿部久
- プロデューサー：澤井謙爾
- イメージソング：安全地帯「ガラスのささやき」（キティレコード）
- エンディング曲：ロシア民謡「黒い瞳」（※クレジット表示無し）
- ロケ協力：東武レマンフィットネススタジオ、東武フィットネススタジオ、ホテルメトロポリタン、STUDIO NAFA
- 協力：東映大泉スタジオ、IMAGICA
- 制作著作：フジテレビ

## 放送日程
| 話数 | 放送日  | サブタイトル         | 演出     |
| ---- | ------- | -------------------- | -------- |
| 1    | 1月09日 | （サブタイトル無し） | 牛窪正弘 |
| 2    | 1月16日 | （〃）               | 牛窪正弘 |
| 3    | 1月23日 | （〃）               | 諏佐正明 |
| 4    | 1月30日 | （〃）               | 諏佐正明 |
| 5    | 2月06日 | （〃）               | 牛窪正弘 |
| 6    | 2月13日 | 飾りじゃないのヨ唇は | 牛窪正弘 |
| 7    | 2月20日 | なんてったって愛盗ル | 牛窪正弘 |
| 8    | 2月27日 | ふたりを引き裂く秘密 | 牛窪正弘 |
| 9    | 3月06日 | 天使は窓から忍び込む | 阿部久   |
| 10   | 3月13日 | 社長! 娘に手を出すな | 阿部久   |
| 11   | 3月20日 | うしろ指さされ君     | 牛窪正弘 |
| 12   | 3月27日 | 神様ヘルプ! 結婚     | 牛窪正弘 |